# 苏波盖乡
苏波盖乡，是中华人民共和国内蒙古自治区包头市土默特右旗下辖的一个乡镇级行政单位。

## 行政区划
苏波盖乡下辖以下地区：
苏波盖村、德胜营村、王老四营村、二座茅庵村、火盘村、四座茅庵村、捣拉板申村、丹进营村、王大法营村、石老藏营村、新村、油房营村、西麻糖营村、上麻糖营村、新营子村、东老藏营村、美岱桥村、三间房村、北官地村、张老五营村、磴口村、下马召村、上马召村、牛五营村、板召营村、大三眼井村、小三眼井村、庙营村和朱麻营村。